# Francisco de Sánchez de la Barreda
Francisco de Sánchez de la Barreda y Vera (* vor 1711; † 1738) war ein spanischer Jurist, der 1733/1734 interimsweise als Gouverneur von Chile amtierte.

## Leben
Vor seiner Zeit in Chile war er vermutlich in Lima tätig, zumindest kam dort 1711 sein Sohn Domingo zur Welt, den er mit Isabel de Espinosa hatte.
Sánchez war seit 1. Februar 1712 Richter (spanisch: Oidor Decano) an der Real Audiencia von Chile in Santiago de Chile, als am 11. November 1733 der Gouverneur Gabriel Cano de Aponte starb. Am selben Abend kamen die Richter der Audiencia zusammen und stellten fest, dass keine Verfügung des Vizekönigs über einen provisorischen Nachfolger vorlag.
Am nächsten Morgen erklärten sie Sánchez als ältesten Richter gemäß den Vorschriften der Leyes de India zum vorübergehenden Gouverneur. Der Stadtrat (Spanisch: cabildo) begrüßte diese Entscheidung und bat den Vizekönig in Lima, Sánchez im Amt zu bestätigen, bis der eigentliche Nachfolger Bruno Mauricio de Zavala aus Buenos Aires eingetroffen wäre.
Sánchez galt als erfahrener, mäßiger und tiefreligiöser Mensch. Nach dem Erdbeben vom 8. Juli 1730 hatte er sein Haus, das als eines der wenigen von Zerstörungen verschont geblieben war, den Augustinernonnen zur Verfügung gestellt.
Die Regierung des Richters Barreda war ebenso kurz wie unbedeutend, so das Urteil des Historikers Diego Barros Arana. In der Nähe von Valdivia wurde ein holländisches Schiff gesichtet, das von einer Eingreiftruppe von 200 Mann an der Landung gehindert werden sollte, um Feindseligkeiten oder unerlaubten Handel zu vermeiden. Vor dem Eintreffen der Truppen waren die Holländer allerdings schon wieder weitergezogen.
Im Januar 1734 hatte die Nachricht vom Tode des Gouverneurs Cano de Aponte den Hof des Vizekönigs erreicht. Vizekönig José de Armendáriz bestätigte mit Urkunde vom 29. Januar 1734 alle Entscheidungen und Personalien mit Ausnahme des Gouverneurs. An Stelle von Sánchez Barreda berief der Vizekönig den Neffen des verstorbenen Gouverneurs, den Kavallerieoffizier Manuel de Salamanca zum Gouverneur, dieser erhielt die Nachricht von seiner Berufung am 9. März, und traf am Abend des 5. Mai 1734 in Santiago an, wo er am folgenden Tag feierlich sein Amt antrat.